# Amortiguador reológico
Un amortiguador magneto-reológico es un tipo de amortiguador de dureza variable que utiliza un líquido cuya viscosidad se puede modificar a voluntad, normalmente usando un electroimán. A diferencia de otros amortiguadores variables, el control no se obtiene por medio de electroválvulas, y el rango de variación de dureza es continuo en vez de limitarse a tres o cuatro valores fijos. 

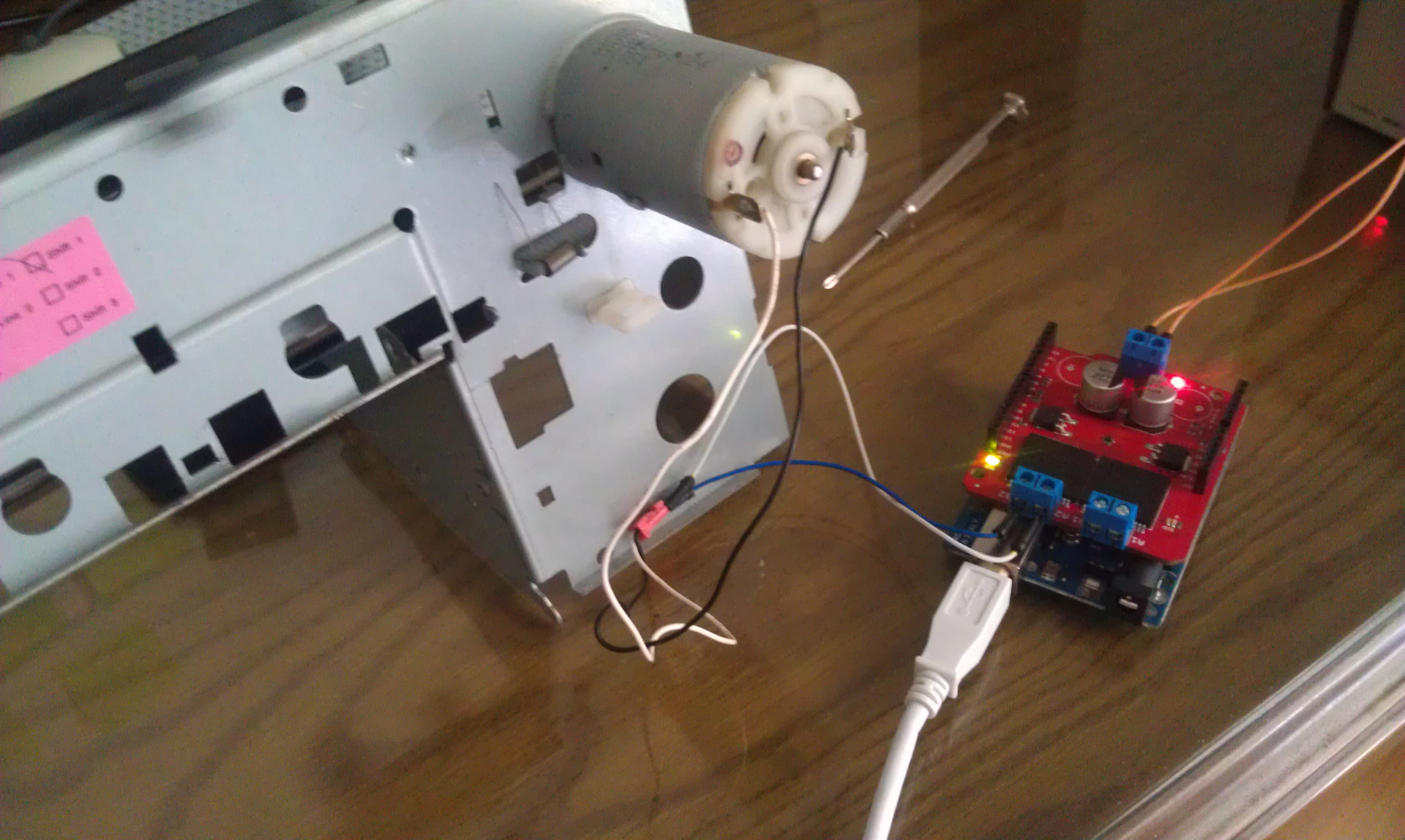

El líquido contiene finísimas partículas de hierro en suspensión, lo que le permite cambiar su viscosidad al aplicar un campo magnético, aunque también hay otras versiones que reaccionan directamente a una corriente eléctrica. Para regular el amortiguador es suficiente con un campo magnético muy pequeño, cuyo valor es fácilmente controlable mediante una centralita electrónica. Además, el tiempo de reacción es extremadamente breve, mucho más rápido que las electroválvulas de otros tipos de amortiguador. Su reacción es diez veces más rápida que el amortiguador convencional.- Los sensores pueden modificar la fluidez del líquido hasta mil veces cada segundo.- Fiabilidad: no requiere mantenimiento.- Bajo requerimiento energético: 20 vatios por cada amortiguador.- Control dinámico de todo el automóvil, independiente en cada una de las cuatro ruedas.- Simplicidad mecánica, al no precisar de válvulas ni electroválvulas. 